# Ruellia humilis
Ruellia humilis es una especie de planta con flores perteneciente a la familia Acanthaceae.

## Distribución y hábitat
El área de distribución nativa de esta especie se extiende en el centro y el este de Estados Unidos. Crece principalmente en el bioma templado.

## Taxonomía
Ruellia humilis fue descrita por Thomas Nuttall y publicada en Transactions of the American Philosophical Society, new series 5(6[2]): 182–183, en 1835.

#### Etimología
Véase: Ruellia
humilis: epíteto latino que significa "de bajo crecimiento".

## Galería

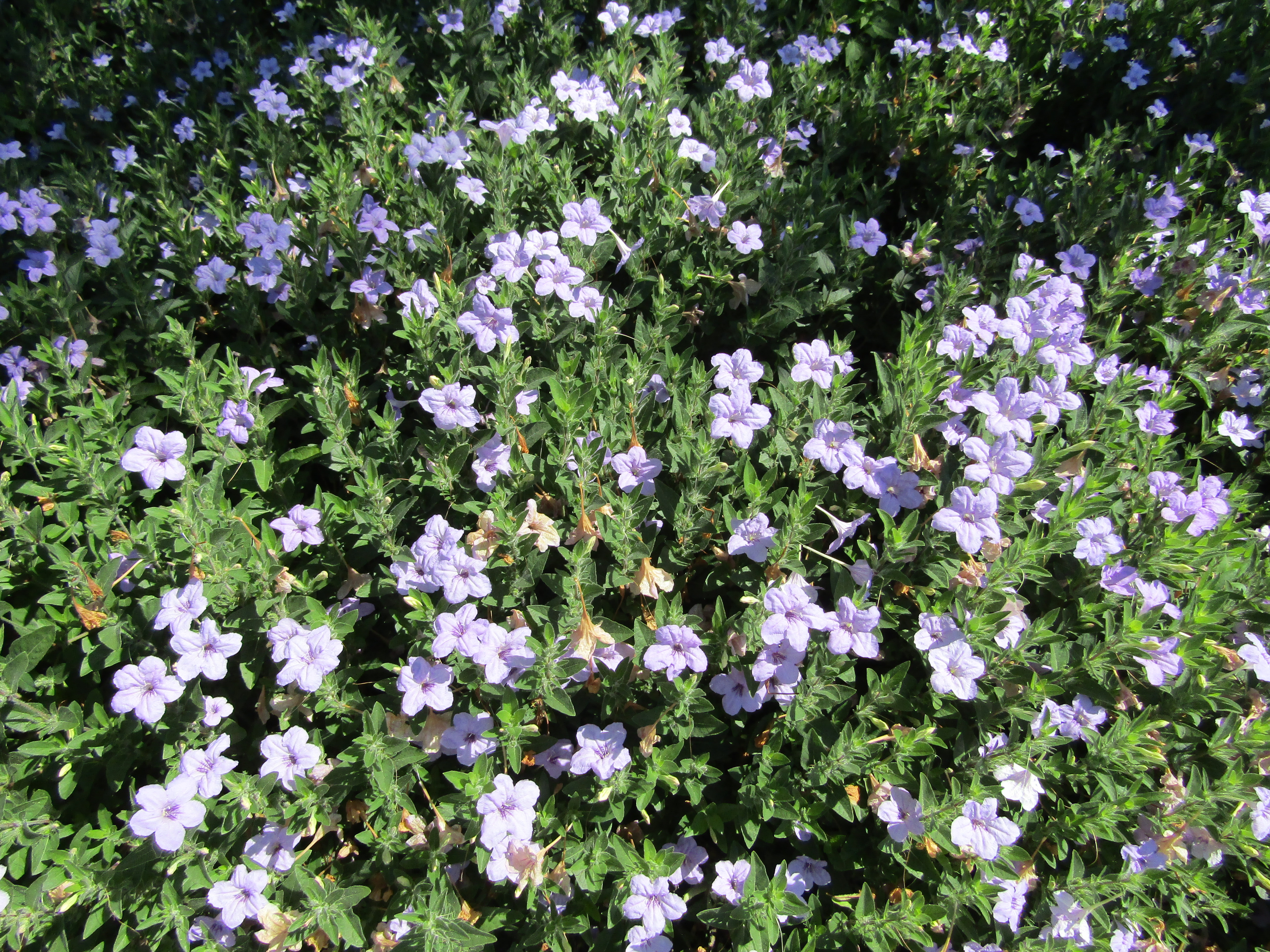
En su hábitat
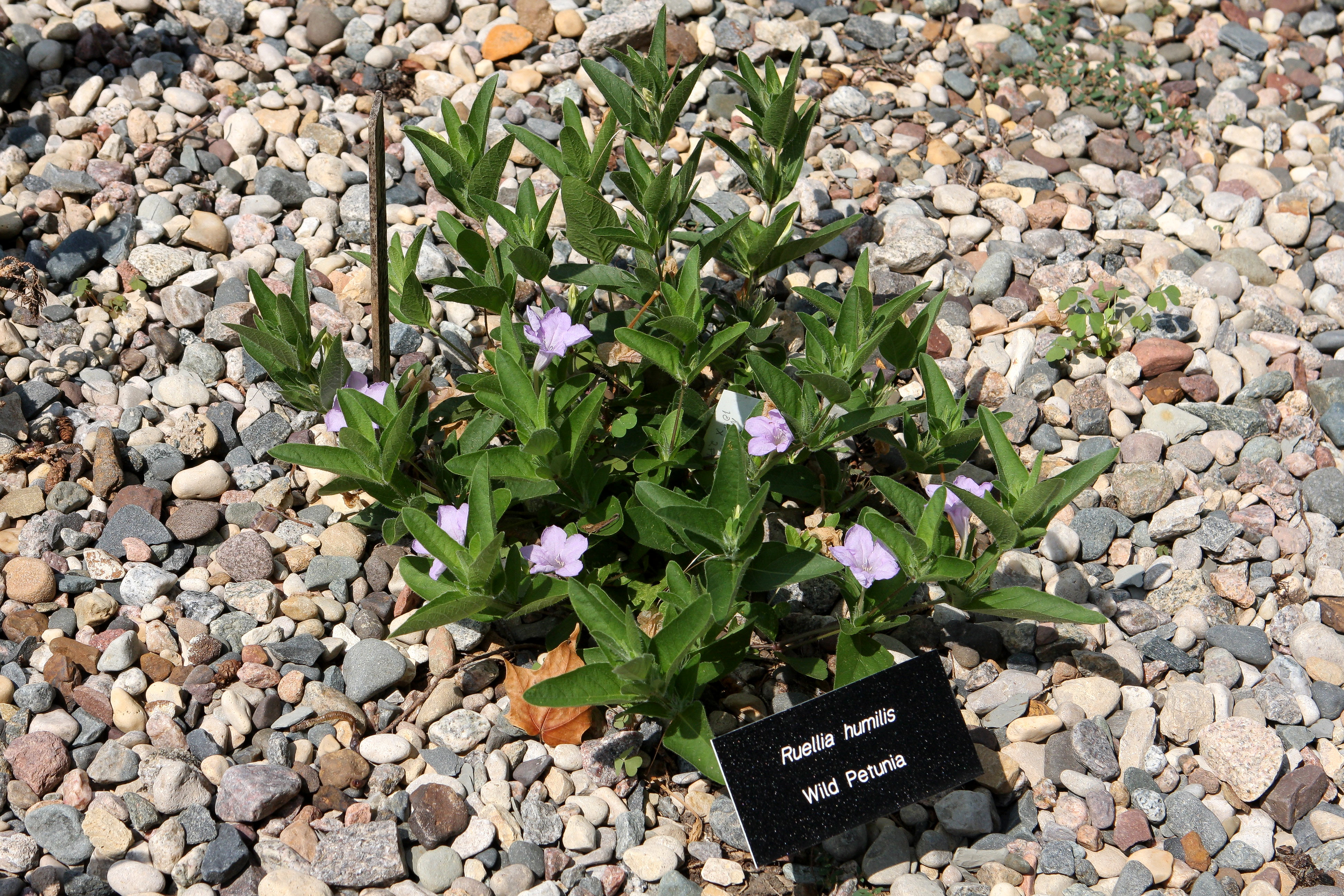
Especie tomada en agosto en el arboreto del Minnesota State Horticultural Society, Minnesota, Estados Unidos.
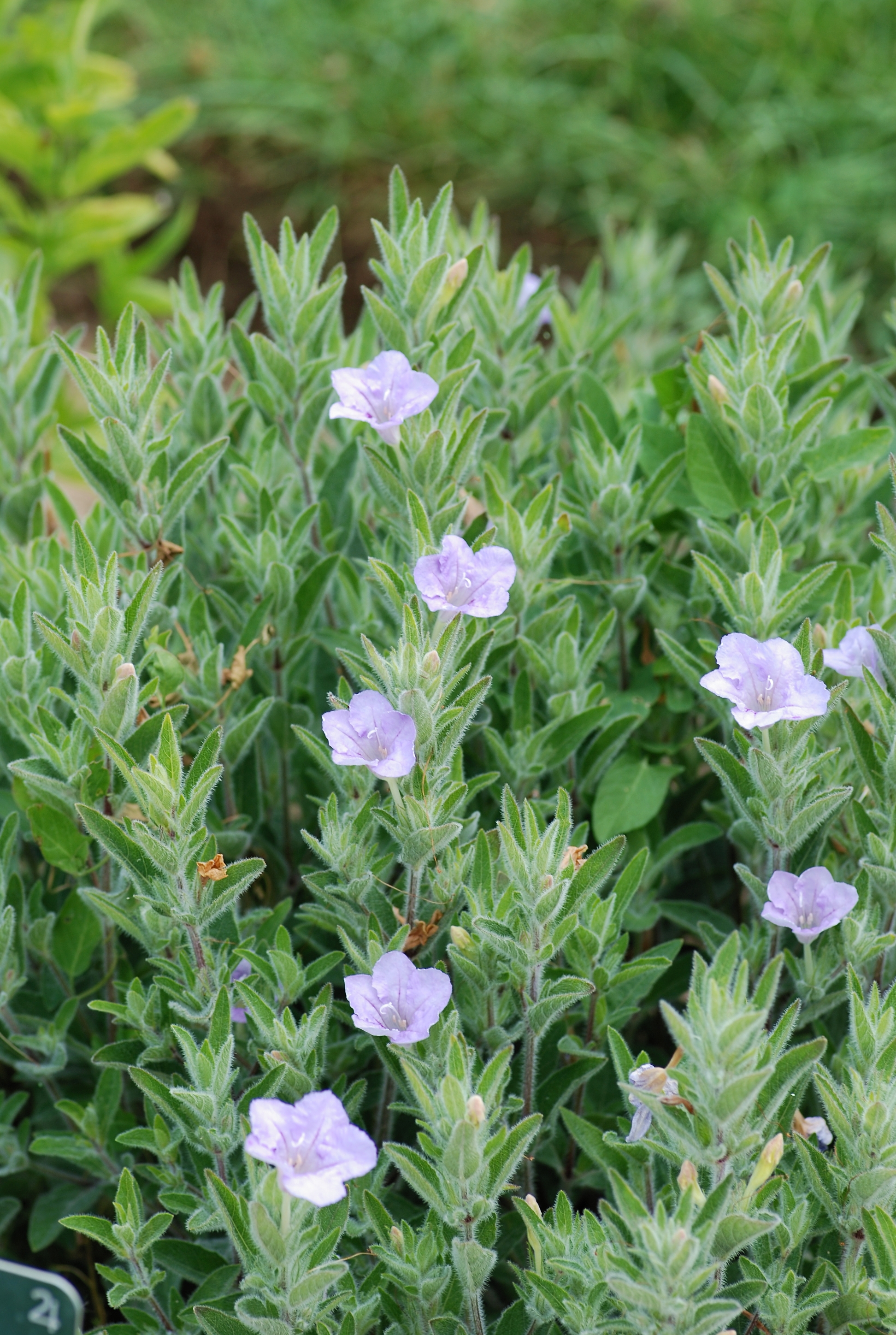
Vista de la planta
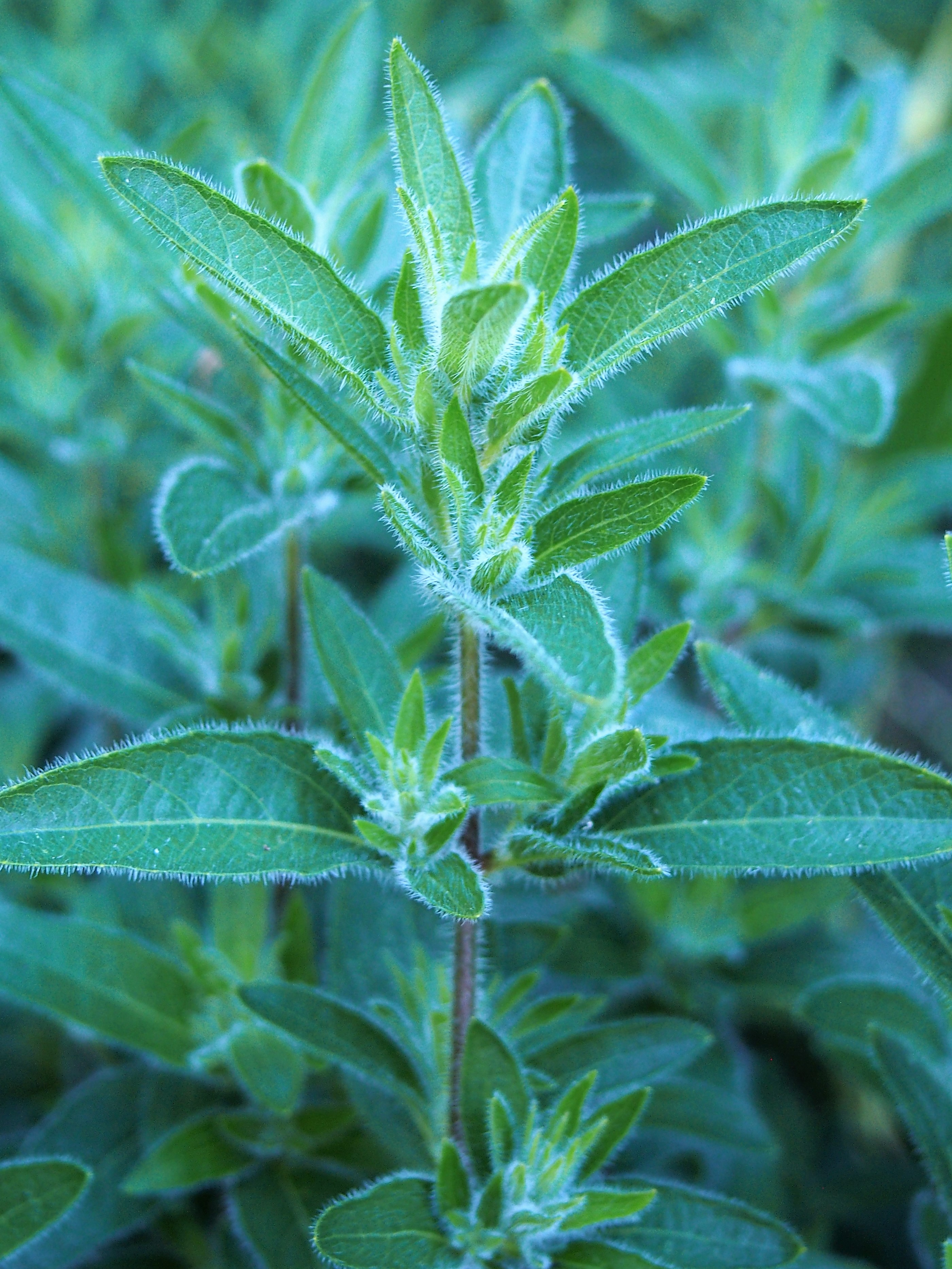
Detalle de las hojas
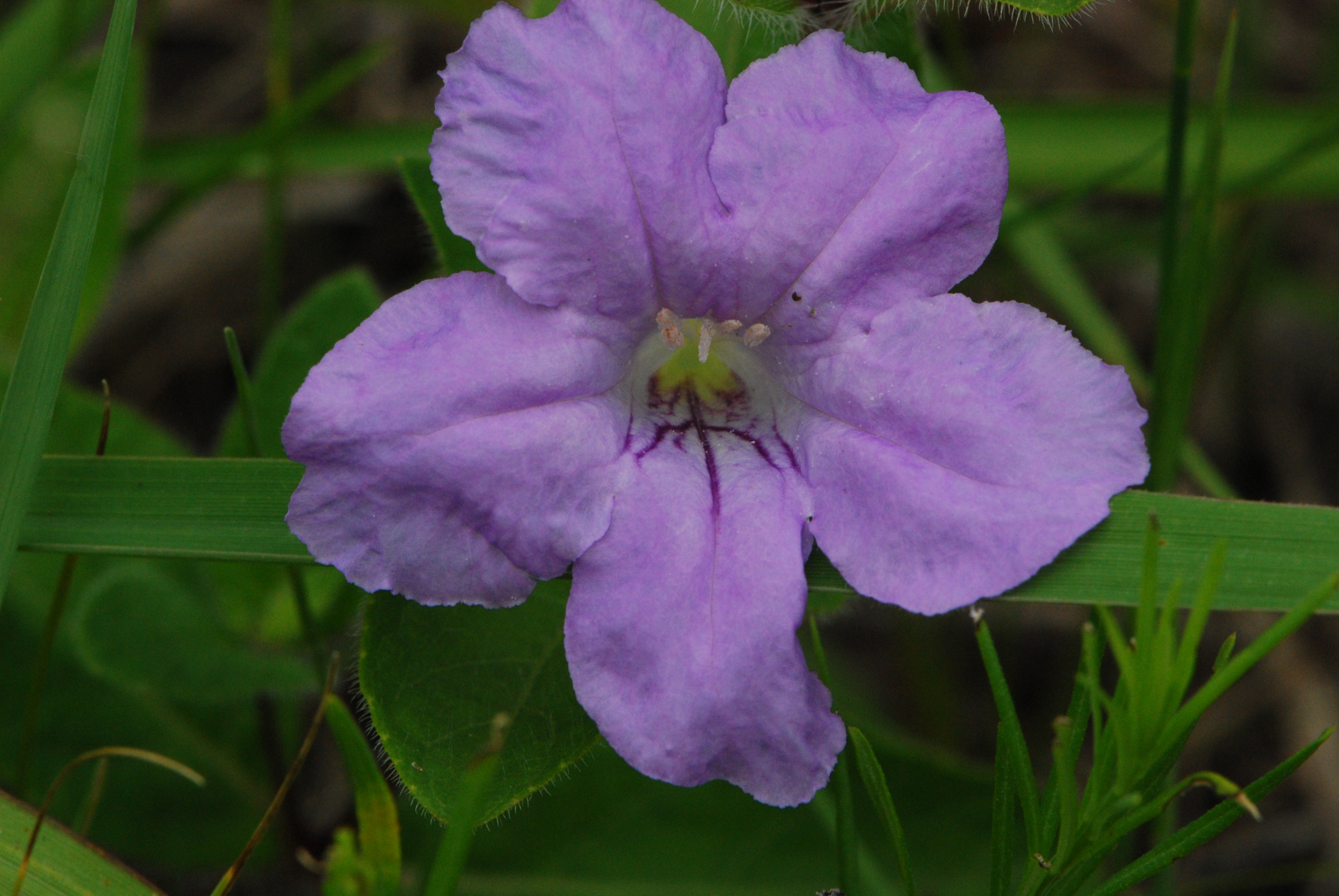
Detalle de la flor